# Doenitzius pruvus
Doenitzius pruvus là một loài nhện trong họ Linyphiidae.
Loài này thuộc chi Doenitzius. Doenitzius pruvus được Ryoji Oi miêu tả năm 1960.